# Kács
Kács ist eine ungarische Gemeinde im Kreis Mezőkövesd im Komitat Borsod-Abaúj-Zemplén.

## Geografische Lage
Kács liegt in Nordungarn am südlichen Rand des Bükk, 21 Kilometer südwestlich des Komitatssitzes Miskolc, 17 Kilometer nordöstlich der Kreisstadt Mezőkövesd an dem Fluss Kácsi-patak. Nachbargemeinden sind Sály und Tibolddaróc.

## Geschichte
Im Jahr 1913 gab es in der damaligen Kleingemeinde 120 Häuser und 638 Einwohner auf einer Fläche von 2544 Katastraljochen. Sie gehörte zu dieser Zeit zum Bezirk Mezőkövesd im Komitat Borsod.

## Gemeindepartnerschaft
- Limbach (Westerwald), Deutschland

## Sehenswürdigkeiten
- Eörs-Büste, erschaffen von György János Kis
- Marienstatue an der Marienquelle, erschaffen 1910
- Römisch-katholische Kirche Szentháromság
- Sándor-Petőfi-Büste, erschaffen 1987 von István Paál und András Orosz
- Wassermühle und Hanfbreche

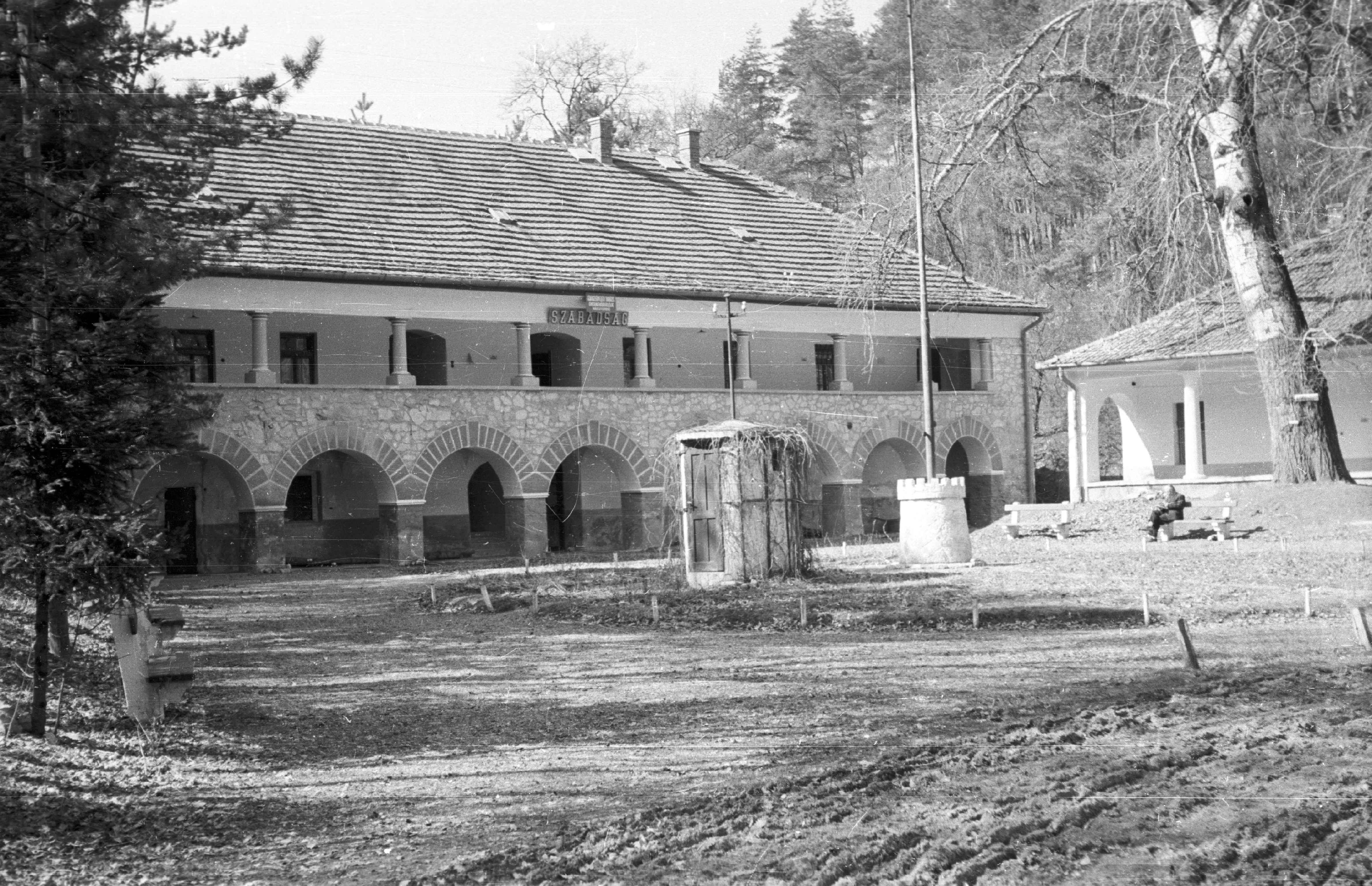
Badehaus (1959)
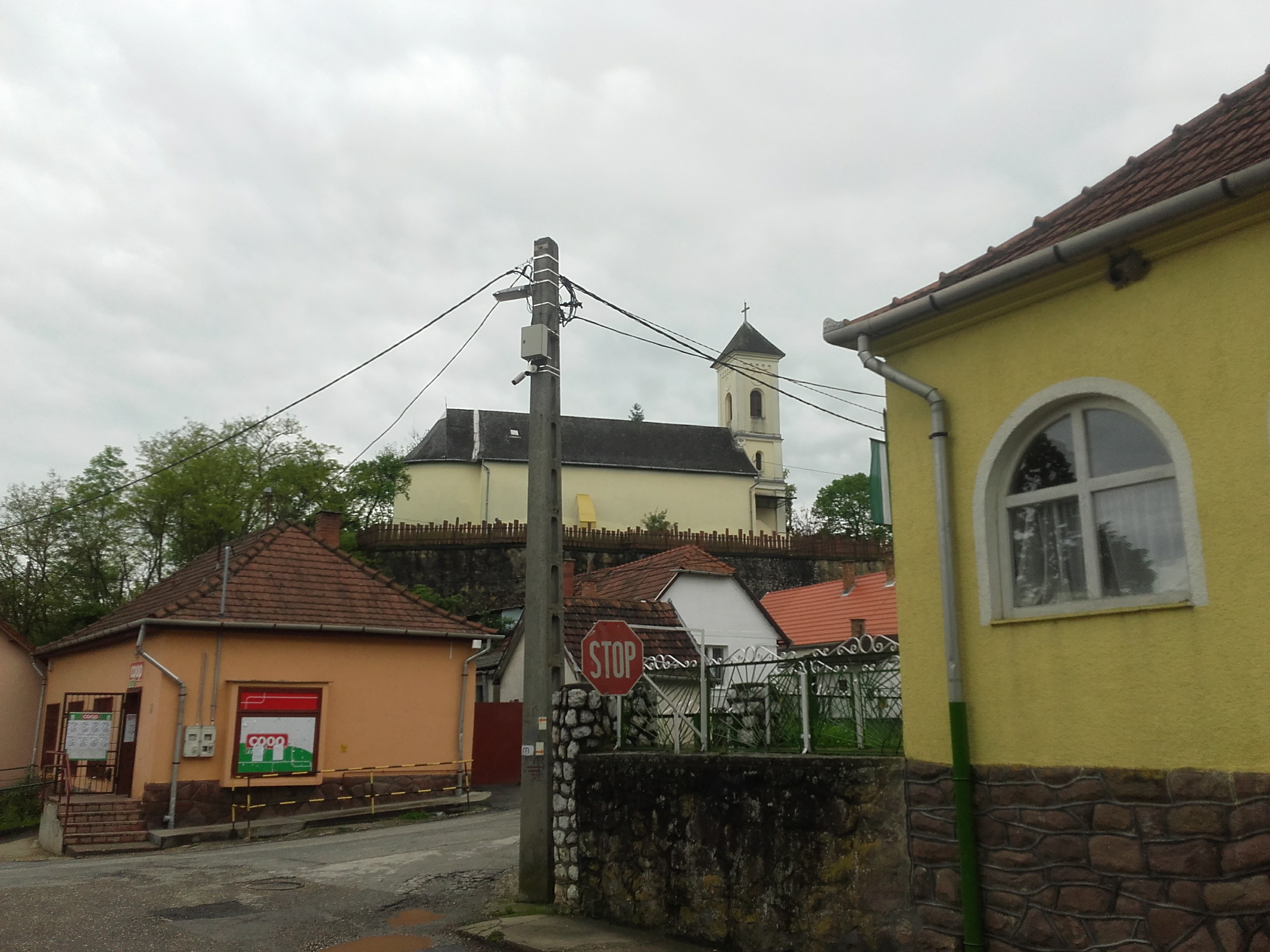
Blick auf die römisch-katholische Kirche Szentháromság

## Verkehr
Kács ist nur über die Nebenstraße Nr. 25114 zu erreichen. Es bestehen Busverbindungen über Tibolddaróc, Bükkábrány und Mezőnyárád nach Mezőkövesd. Die nächstgelegenen Bahnhöfe sind der Güterbahnhof in Bükkábrány und für den Personenverkehr der Bahnhof Mezőkeresztes-Mezőnyárád, die sich südlich der Gemeinde befinden.